# Монт Еверест
Монт Еверест (такође тиб. Qomolangma, неп. Sagarmāthā, лим. Chajamlungma, кин. Zhumulangma, енгл. Mount Chomolungma), највиши је планински врх на Земљи и највиша тачка на земаљској континенталној кори, према мерењу висине топографског врха од 8.848 m изнад нивоа мора. Планински врх је део ланца Хималаја у Азији. Лоциран је на граници између зоне
Сагармата у Непалу, и аутономне регије Тибет у Кини.
Године 1856, великим тригонометријским премеравањем Индије је установљена и објављена висина Монт Евереста, тада познатог као „Пик XV“, од 29.002 ft (8.840 m). Године 1865, Британско краљевско географско друштво је врху доделило службено енглеско име на предлог Ендруа Воа, тадашњег главног геодетског надзорника Индије. Назив „Чомолангма“, који је био вековима у широкој употреби међу Тибетанцима, није могао да буде предложен, јер су Непал и Тибет тада били затворени за странце.
Највиши врх на свету привлачи пењаче свих профила, од искусних планинара до почетника који су спремни да плате знатне своте професионалним планинским водичима ради успешног успона. Врх, премда не поставља знатне техничке тешкоће при успону на стандардној рути (други врхунци изнад 8.000 m висине знатно су тежи, нпр. К2 или Нанга Парбат), ипак скрива многе опасности, као што су висинска болест, временске прилике и ветар. До краја пењачке сезоне 2008, 2.700 особа остварило је 4.103 успона на врхунац. Пењачи су знатан извор туристичког прихода у Непалу, чија влада условљава издавање скупе дозволе свим будућим пењачима, по цени до 25.000 америчких долара по особи. Еверест је до сада узео 210 живота, укључујући и осморо људи који су погинули 1996. за време олује на великој надморској висини. У „зони смрти“ услови су толико тешки да су многа тела погинулих остављена на месту. Нека од њих видљива су са стандардних путева успињања. Први људи који су освојили овај врх 29. маја 1953. били су сер Едмунд Хилари и шерпас Тензинг Норгај.

## Идентификовање највише планине
Године 1808, Британци су започели Велико тригонометријско премеравање Индије ради утврђивања локација и назива највиших светских планина. Почевши од јужне Индије, екипе премеравања постепено су напредовале према северу користећи дивовске, 500 kg тешке теодолите, (сваког је носило 12 људи) ради најпрецизнијег могућег мерења висина. Досегли су подножје Хималаја око 1830-их, али Непал није био вољан да дозволи Британцима улазак у земљу услед сумњи о политичкој агресији и могућој анексији, те је неколико захтева мерача за улазак одбијено.
Британци су били присиљени да наставе своја посматрања из Тераја, регије јужно од Непала, паралелне с Хималајом. Услови у Терају били су тешки услед жестоких пљускова и маларије - три службеника премеравања је умрло, док су још двојица морала да се повуку ради лошег здравља.
Упркос томе, 1847. Британци су устрајали и започели детаљна посматрања хималајских врхунаца са осматрачких станица на удаљености до 240 km. Временске прилике ограничавале су рад на три задња месеца у години. Новембра 1847, главни британски геодетски надзорник Индије Ендру Воа, извршио је посматрања из станице Савајпор, лоциране на источном крају Хималаја. У то се доба Кангченјунга сматрала највишом планином на свету, те је с занимањем приметио врхунац иза те планине, на око 230 km удаљености. Џон Армстронг, један од Воаових службеника, такође је видео врх са локације даље на западу, и назвао га Врх „б“. Воа је касније записао да су посматрања указала да је Врх „б“ виши од Кангченјунге, али ради велике удаљености места посматрања, била су потребна ближа посматрања ради верификације. Идуће године, Воа је послао службенике премеравања назад у Терај ради ближих посматрања Врха „б“, али облаци су спречили све покушаје.
Године 1848, Воа је у подручје одаслао Џејмеса Николсона, који је обавио два успешна посматрања из Џирола, са удаљености од 190 km. Николсон је понео највећи теодолит и запутио се на запад, спровевши преко 30 посматрања с пет различитих локација, с најближим на 174 km од врха.
Николсон се повукао у Патну на Гангу ради потребних прорачуна базираних на посматрањима. Први необрађени подаци дали су Врху „б“ приближну висину од 9.200 m, али није узет у обзир лом светлости који изврће податке. Ипак, подаци су јасно указивали да је Врх „б“ виши од Кангченјунге. Нажалост, Николсон се заразио маларијом, те је био присиљен да се врати кући с недовршеним прорачунима. Мајкл Хенеси, један од Воаових асистената, започео је привремено именовање врхова римским бројевима, с Кангченјунгом названом Врх IX, док је Врх „б“ тада постао познат као Врх XV.
Године 1852, Радханат Сикдар, индијски математичар и мерач из Бенгала, стациониран у главном седишту премеравања у Дехрадуну, први је, тригонометријским прорачунима базираним на Николсоновим подацима, идентификовао Еверест као највишу планину на свету. Службена објава да је Врх XV највиши, била је одгађана неколико година ради поновних верификација. Воа је 1854. започео обраду Николсонових података, и заједно са својим особљем провео је скоро две године у прорачунима, бавећи се проблемима лома светлости, барометарског притиска и температуре преко великих удаљености који су морали бити решени. Коначно, марта 1856. објавио је своја открића у писму своме заменику у Калкути. Кангченјунга је била проглашена високом 8.582 m, док је Врху XV одређена висина од 8.840 m (29.002 ft). Воа је закључио да је Врх XV „највјероватније највиши на свету“. У стварности, израчунато је (мерено у стопама) да је Врх XV висок тачно 29.000  (8.839,2 m), али јавно је објављена висина од 29.002 ft (8.839,8 m). Произвољно су додате две стопе (61 cm) ради избегавања утиска да висина од 29.000  (8.839,2 m) није ништа друго до заокружена процена.

## Назив
Са установљеном висином, следећи изазов био је како назвати планину. Док су премеравања настојала да сачувају локалне називе уколико је то било могуће (нпр. Кангченјунга и Даулагири), Воа је тврдио да није могао наћи било које локално име у општој употреби. Потрага за локалним називом била је спречена затвореношћу Непала и Тибета за странце у то доба. Постојало је много локалних назива, од којих можда најпознатији Чомолунгма, јер се користио вековима у Тибету, а и појавио се већ 1723. на карти француског географа Д'Анвила, објављеној у Паризу. Ипак, Воа је сматрао да је с преобиљем локалних назива тешко одабрати један науштрб свих осталих, те је одлучио да ће Врх XV бити назван по Џорџу Евересту, његовом претходнику на месту главног британског геодетског надзорника Индије. Записао је:

Мој цењени шеф и претходник, пуковник сер Џорџ Еверест, учио ме је да сваком земљописном објекту доделим истински локални или домаћи назив. Међутим овде је планина, највероватније највиша на свету, без иједног локалног назива који можемо открити, чији локални називи, ако их уопште има, неће највероватније бити установљени пре него нам се дозволи улазак у Непал. У међувремену привилегија, као и дужност запада ми да доделим ... име по чему ће бити позната међу грађанима и географима и постати уобичајен назив међу цивилизованим нацијама.

Џорџ Еверест се успротивио називу који је предложио Воа, те је 1857. рекао Краљевском географском друштву да реч Еверест није могуће написати на Хиндском, нити је Индијци могу изговорити. Воаово предложено име превагнуло је упркос примедбама, те је 1865. Краљевско географско друштво службено прихватило назив Монт Еверест као име највише планине на свету. Занимљиво је да савремени изговор речи Еверест  у ствари друкчији од изговора презимена сер Џорџа Евереста -/ˈiːvrɨst/.
На Тибетанском назив Монт Евереста је Chomolungma или Qomolangma (ཇོ་མོ་གླིང་མ, што значи „Света мајка“), док је кинеска транслитерација Zhūmùlǎngmǎ Fēng (поједностављени кинески: 珠穆朗玛峰, традиционални кинески: 珠穆朗瑪峰) с значењем Мајка земља. Кинески превод је Shèngmǔ Fēng (поједностављени кинески: 圣母峰, традиционални кинески: 聖母峰), што значи Света мајка. У складу с енглеским извештајима из средине 19. века, локални назив у Даржилингу био је Deodungha (значење „света планина“).
Крајем 19. века, многи европски картографи погрешно су веровали да је локално име за планину , ради замене Монт Евереста с планином Гаури Санкар, која гледано из Катмандуа, стоји тачно испред Евереста.
Почетком 1960-их, непалска влада доделила је Евересту службено име Sagarmāthā (सगरमाथा). Назив није био претходно кориштен - локални становници планину су познавали као Chomolungma. Планина није била позната или именована међу Непалцима (тј. у долини Катхманду и околним подручјима). Влада је одлучила да пронађе непалско име за планину, јер Шерпски/Тибетански назив није био прихватљив, пошто је противан идеји уједињења (непализације) земље.
Године 2002, кинески „Народни дневник“ (Rénmín Rìbào), објавио је чланак који се изјаснио против непрестаног кориштења енглеског назива планине у западном свету, сматрајући да треба да буде названа тибетанским именом. Дневник је образложио да је кинески (у стварности тибетански) назив старији од енглеског, јер је Mount Qomolangma забележен на кинеској карти пре 280 година.

## Премеравање
Године 1856, Ендру Воа објавио је висину Евереста (тада познатог као Врх XV) од 8.840 m (29.003 ft), након неколико година прорачунавања података прикупљених за време Великог тригонометријског премеравања.
У новије време, установљена је висина од 8.848 m (29.029 ft), премда постоје неке варијације у мерењима. Дана 9. октобра 2005, након неколико месеци мерења и прорачуна, државни уред за мерења и картографију НР Кине службено је објавио да је висина Евереста 8.844,43 m (29.017,2 ft) с прецизношћу од ± 0,21 m (0,69 ft), уз тврдњу да је то било најпрецизније и најтачније мерење до тада. Висина се не темељи на снегу и леду који покривају врхунац, већ на актуалној највишој тачки стене испод падавина. Кинески тим такође је измерио дубину снега и леда на врхунцу од 3,5 m (11 ft), што је у складу с укупном надморском висином од 8.848 m (29.029 ft). Дебљина снега и леда мења се током времена, што мерење дефинитивне дебљине снежног покривача чини немогућом.
Висина од 8.848 m први је пут одређена индијском мерењем 1955, с мање удаљености од планине, такође кориштењем теодолита, што је потврђено кинеским мерењима 1975. У оба је случаја мерена висина снежног покривача уместо скривене стене. Маја 1999, америчка експедиција предвођена Брадфордом Вашберном, поставила је ГПС уређај у највишу стену, помоћу којег су измерене висина стене од 8.850 m, и снег висине 1 m. Премда није службено призната у Непалу, та цифра се врло често наводи. Геоидна ундулација баца сумњу на прецизност оба мерења.
Детаљну фотограметријску карту (у скали 1:50.000) регије Кхумбу, укључујући и јужну страну Монт Евереста, израдио је Ервин Шнајдер као део Међународне хималајске експедиције 1955, која је такође покушала успон на Лоце. Још детаљнија топографска карта подручја Евереста израђена је крајем 1980-их под дирекцијом Брадфорда Вашберна, обилним кориштењем ваздушне фотографије.
Сматра се да тектоника плоча у подручју надодаје планини висину те је помиче североисточно. Два извјештаја наводе размере промена од 4 mm годишње у висину, и 3 до 6 mm североисточно, али друга процена наводи више попречно кретање (27&nbsp;mm/1,1 in), те је чак узета у обзир и могућност стезања.

### Поређења
Еверест је планина чији врх достиже највећу дистанцу изнад нивоа мора. Неколико других планина понекад се назива алтернативним „највишим планинама на свету“. Мауна Кеа на Хавајима највиша је ако се висина мери од подножја, уздиже се преко 10.200 m мерено од дна усред океана, али достиже само 4.205 m надморске висине.
Једнаким мерењем од подножја до врха, Денали, на Аљасци такође је виши од Евереста. Упркос надморској висини од само 6193,6 m, Денали смештен је на стрмој равници с елевацијама од 300 до 900 m, што ствара висине изнад подножја од 5.300 до 5.900 m, с 5.600 m као најчешће навођеном висином. Ради упоређења, прихватљиве елевације за Еверест мерене од подножја крећу се од 4.200 m на јужној страни до 5.200 m на Тибетанском платоу, с висинама изнад подножја у распону од 3,650 до 4,650 m.
Врх вулкана Чимборасо у Еквадору, 2.168 m је удаљенији од средишта земље (6.384,4 km) у односу на Еверест (6.382,3 km), услед испупчења Земље на екватору. Међутим, Чимборасо се уздиже само 6.267 m изнад нивоа мора, те према том критеријуму није чак ни највиши врхунац Анда.

## Путеви успона
Монт Еверест има два главна пута успона, југоисточни гребен из Непала, и североисточни гребен из Тибета, као и многе друге мање кориштене руте. Између две главне руте, југоисточни гребен је технички једноставнији и најчешће кориштени пут. Тим путем користили су се 1953. Едмунд Хилари и Тензинг Норгај, првим препознатим путем успона, од петнаест откривених до 1996. Ипак, југозападни гребен као главни пут ка врху, био је одабран углавном из политичких разлога, а мање стањем на терену, јер је кинеска граница 1950-их, након кинеског заузимања Тибета, била затворена за западни свет.
Већина покушаја успона предузима се у мају пре летње сезоне монсуна. Доласком сезоне монсуна, промена у млазним струјама, тада усмераваним северно, смањује просечну брзину ветрова високо у планини. Док се понекад покушаји успона предузимају након монсуна у мају и октобру, када је млазна струја поново привремено усмерена северно, додатни снег који су такви ветрови положили, и нестабилне временске прилике (реп монсуна) чине успоне изванредно тешкима.

### Југоисточни гребен
Успон преко југоисточног гребена започиње пешачењем до базног логора на 5.380 m с јужне стране Евереста у Непалу. Експедиције најчешће лете из Катмандуа у Луклу (2.860 m), те пролазе кроз Нејмч Базар. Пењачи тада пешаче до базног логора, обично шест до осам дана, што омогућава правилну висинску аклиматизацију ради спречавања висинске болести. Планинарску опрему и залихе носе јакови, дзоови (хибриди јака) и људски носачи до базног логора на леднику Кхумбу. Хилари и Тензинг, свој успон 1953. започели су из долине Катманду, јер тада није било цеста даље на истоку.
Пењачи проведу неколико недеља у базном кампу, аклиматизујући се на висину. За то време, Шерпе и неколико пењача поставе канапе и мердевине на несигурном стрмом делу ледника Кхумбу. Громаде разломљеног леда („серак“), пукотине и путујући блокови леда, стрмину ледника чине једним од најопаснијих делова руте. Многи пењачи и Шерпе погинули су на том месту. Ради смањења ризика, пењачи уобичајено започињу успон знатно пре зоре када изванредно ниске температуре лед задржавају на месту. Изнад стрмине на 6.065 m налази се Камп I.
Од Кампа , пењачи напредују узбрдо снежном Долином тишине (Western Cwm) до подножја стране Лоце, где је на 6.500 m постављен Камп II или Напредни базни камп (ABC). Долина тишине релативно је равна, благо успињућа глацијална долина, обележена големим попречним леденим пукотинама у средишту које спречавају директан приступ према горњим пределима Cwma. Пењачи су присиљени да пролазе на крајњој десној страни близу подножја Нуптсеа, малим пролазом познатим као „Nuptse corner“. Western Cwm се назива „Долина тишине“ због топографије подручја која углавном уклања ветрове с пењачке руте. Велика висина и ведар, без ветра дан могу Долину тишине учинити неподношљиво врућим за пењаче.
Од Кампа , пењачи се успињу по страни Лоце осигурани конопима до Кампа III, лоцираног на малој избочини на 7.470 m. Од тамо, још је 500 m до Кампа IV на јужном превоју, на 7.920 m. Од Кампа III до Кампа IV, пењачи су суочени с два додатна изазова: огранком „Женева“ и баријером „Yellow Band“. Огранак „Женева“ је избочина црне стене облика наковња, тако названа од стране швајцарске експедиције 1952. Фиксирани канапи помажу пењачима у верању преко тог снегом покривеног стеновитог слоја. „Yellow Band“ је одсек испреплетених слојева мрамора, филита и шкриљца, који такође захтева око 100 m канапа за прелазак.
На јужном превоју, пењачи улазе у зону смрти, те углавном располажу с највише два или три дана, колико могу издржати на тим висинама за покушај освајања врхунца. Ведро време и слаб ветар кључни су фактори у одлуци о покушају успона на врх. Уколико време није повољно унутар тих неколико дана, планинари су присиљени да се врате, многи све до базног логора.
Од Кампа IV, планинари започињу напад на врх око поноћи с надом у освајање врхунца (још 1.000 m изнад) у року 10 до 12 сати. Пењачи најпре достигну „балкон“ на 8.400 m, малу платформу где се могу одморити и видети планине на југу и истоку у светлости ране зоре. Настављајући уз гребен, планинари су суочени с низом импозантних стеновитих степеница које их уобичајено присиљавају да скрену источно у дубоки снег, где постоји велика опасност од лавина. На 8.750 m, мала купола од снега и леда означава јужни врх.
Од јужног врха, планинари прате врло оштар југоисточни гребен дуж предела познатог као „Cornice traversе“, где је снег приљубљен уз размакнуте стене. То је опасности најизложенији предео успона, где би погрешан корак улево могао завршити падом од 2.400 m низ југозападну страну, док је непосредно десно 3.050 m дубока страна Кангшунг. На крају тог преласка, на 8.760 m испречује се стеновити зид назван „Хиларијев корак“.
Хилари и Тензинг, први планинари који су прешли ту препреку, постигли су то примитивном пењачком опремом и канапима. Данас, пењачи се успињу коришћењем причвршћених канапа које су претходно поставиле Шерпе. Након преласка, релативно је једноставан успон до врха дуж умерено стрмих снежних падина - премда је изложеност опасности на гребену врло велика, посебно приликом преласка врло великих маса залеђеног снега који стрши изнад понора. С повећањем броја планинара посљедњих година, „Хиларијев корак“ често постаје уско грло, с пењачима присиљеним да чекају дуже време на властити пролазак што ствара проблеме за успешан успон на врх и касније при силаску. Након зида „Хиларијевог корака“, пењачи такође морају да пређу врло несигуран стеновити предео с врло великим сплетом причвршћених канапа што може бити проблематично при лошем времену. Планинари уобичајено проведу мање од пола сата на „врху света“, ради повратка у Камп IV до сумрака, лошег поподневног времена или ограничених залиха помоћног кисеоника.

### Североисточни гребен
Рута североисточног гребена започиње на северној страни Евереста у Тибету. Експедиције пешаче до ледника Ронгбук, те постављају базни логор на 5.180 m надморске висине, на шљунчаној равници непосредно испод ледника. При успону до Кампа II, планинари се пењу средишњом мореном ледника Ронгбук до подножја Чангтсеа, на отприлике 6.100 m. Камп III (ABC - Advanced Base Camp) смештен је испод северног превоја на 6.500 m. Да би досегли Камп IV на северном превоју, на висини од 7.010 m, пењачи прилазе леднику при дну превоја где се користе причвршћени конопци.
Од северног превоја, планинари напредују стеновитим северним гребеном да би поставили Камп V на око 7.775 m. Рута прелази северну страну у дијагоналном успону до дна баријере „Yellow Band“ досезањем локације Кампа VI на 8.230 m. Од Кампа , пењачи предузимају коначни напад на врх. Планинари се суочавају с тешком пречницом од дна прве фазе: 8.500 − 8.535 m, до најтежег дела успона, друге фазе: 8.577 - 8.625 m. (Друга фаза укључује помоћ при успону названи „Кинеске мердевине“, металне мердевине које је полу-перманентно поставила група кинеских планинара 1975. Од тада скоро су стално на том месту, те их користе дословно сви пењачи на рути). С пређеном другом фазом, једноставнија је трећа фаза на 8.690 − 8.800 m. Једном изнад тих етапа, сам врх се осваја снежном падином до 50 ступњева нагиба, до крајњег гребена дуж којег се осваја врхунац.

## Успони
Прве идеје о успону се јављају 1885. Џорџ Малори и Ендру Ирвајн су 8. јуна 1924. покушали успон преко североисточне стране, али се нису вратили. Малоријево тело је пронађено 1999. године и преовладава мишљење да они том приликом нису успели да стигну до врха. Малори је остао упамћен по изјави коју је дао као одговор на питање новинара зашто се пење на Монт Еверест. Одговорио је: „Зато што је тамо“ (енгл. Because it is there).
Дана 29. маја 1953. у 11:30 по локалном времену Едмунд Хилари и Тензинг Норгај су били први људи који су крочили на врх. Година 1996. је била најгора у историји освајања врха, када је страдало 16 особа, од тога 8 у несрећи која се догодила 11. маја.
Успон на врх изискује огромне напоре. Поред планинског терена, највећи непријатељ су временски услови. Температуре су толико ниске да сваки део тела мора бити покривен да би се спречиле промрзлине. Област је константно покривена снегом и ледом. Велика је опасност и од висинске болести, а на самом врху је концентрација кисеоника смањена на трећину нормалне. Из тог разлога већина алпиниста користи боце са кисеоником.
Први Србин који се попео на Монт Еверест био је Драган Јаћимовић, који је једини од двочлане експедиције Војске Југославије (чинио ју је још Горан Ферлан који је одустао на око 200 m испод самог врха због промрзлина) изашао на врх у 10:15 26. маја 2000. године.